# Cryptopimpla amplipennis
Cryptopimpla amplipennis là một loài tò vò trong họ Ichneumonidae.